# ميريلاند سايكلنج كلاسيك 2023
ميريلاند سايكلنج كلاسيك 2023 (بالإنجليزية: 2023 Maryland Cycling Classic)‏ هو سباق دراجات هوائية، وهو الموسم الثاني من ميريلاند سايكلنج كلاسيك ‏، وأقيم في 3 سبتمبر 2023 ضمن سباقات سلسلة سباقات الاتحاد الدولي للدراجات للمحترفين 2023.
فاز بالمركز الأول ماتياس سكجلموس جنسن، وفاز بالمركز الثاني نيلسون بوولس، وفاز بالمركز الثالث هوغو هول.

## الفرق
| فرق عالمية (5)- Astana Qazaqstan Team - Cofidis - EF Education-EasyPost - Lidl-Trek - Team Jayco AlUla فرق برو (4)- Human Powered Health - Israel-Premier Tech - Team Solution Tech–Vini Fantini ‏ - تيم نوفو نورديسك ‏ فرق قارية (6)- Hagens Berman Jayco ‏ - L39ION of Los Angeles ‏ - ميديلين ‏ - Project Echelon Racing ‏ - Team Skyline ‏ - Toronto Hustle ‏ فريق وطني- فريق الولايات المتحدة لسباق الدراجات الهوائية للرجال ‏ |  |
| |  |

## المشاركون
| Israel-Premier Tech IPT | Israel-Premier Tech IPT | Israel-Premier Tech IPT |
| ----------------------- | ----------------------- | ----------------------- |
| م                       | عداء                    | مرتبة                   |
| 1                       | سيمون كلارك             | 18                      |
| 2                       | ويليام بويفن            | 22                      |
| 3                       | Riley Sheehan ‏          | 9                       |
| 4                       | Marco Frigo ‏            | 52                      |
| 5                       | ديريك جي                | 40                      |
| 6                       | هوغو هول                | 3                       |
| 7                       | قاي ساقيف               | 43                      |

| Lidl-Trek LTK | Lidl-Trek LTK            | Lidl-Trek LTK |
| ------------- | ------------------------ | ------------- |
| م             | عداء                     | مرتبة         |
| 11            | توم سكوجين               | 5             |
| 12            | توني قالوبا              | 16            |
| 13            | Emīls Liepiņš ‏ (طريق)    | 12            |
| 14            | Asbjørn Hellemose ‏       | 20            |
| 15            | Mattias Skjelmose (طريق) | 1             |
| 16            | فيليبو بارونسيني         | 23            |
| 17            | Mathias Vacek ‏ (طريق)    | 53            |

| EF Education-EasyPost EFE | EF Education-EasyPost EFE | EF Education-EasyPost EFE |
| ------------------------- | ------------------------- | ------------------------- |
| م                         | عداء                      | مرتبة                     |
| 21                        | نيلسون بوولس              | 2                         |
| 22                        | ميكيل فروليش أونوريه      | 6                         |
| 23                        | توماس سكالي               | لم يكمل السباق            |
| 24                        | أودد كريستيان إيكينغ      | لم يكمل السباق            |
| 25                        | مايكل فالغرين             | لم يكمل السباق            |
| 26                        | Marc Oliver Pritzen ‏      | لم يكمل السباق            |

| Team Jayco AlUla JAY | Team Jayco AlUla JAY | Team Jayco AlUla JAY |
| -------------------- | -------------------- | -------------------- |
| م                    | عداء                 | مرتبة                |
| 31                   | سيمون ييتس           | 11                   |
| 32                   | لوسون كرادوك         | 19                   |
| 33                   | كريس هاربر           | 15                   |
| 34                   | كريستوفر جول جينسين  | 29                   |
| 35                   | Adam Holm Jørgensen ‏ | لم يكمل السباق       |
| 36                   | أليكساندر بالمر      | 8                    |
| 37                   | لوكاس هاميلتون       | 4                    |

| Cofidis COF | Cofidis COF         | Cofidis COF    |
| ----------- | ------------------- | -------------- |
| م           | عداء                | مرتبة          |
| 41          | Axel Zingle ‏        | 66             |
| 42          | Alexis Renard ‏      | 45             |
| 43          | Alexandre Delettre ‏ | 26             |
| 44          | Eddy Finé ‏          | 33             |
| 45          | Victor Lafay ‏       | لم يكمل السباق |
| 46          | بيير لوك بيريشون    | لم يكمل السباق |
| 47          | Harrison Wood ‏      | 65             |

| Astana Qazaqstan Team AST | Astana Qazaqstan Team AST | Astana Qazaqstan Team AST |
| ------------------------- | ------------------------- | ------------------------- |
| م                         | عداء                      | مرتبة                     |
| 51                        | ليوناردو باسو             | 61                        |
| 52                        | مانويل بوارو              | لم يكمل السباق            |
| 53                        | Gleb Brussenskiy ‏         | 35                        |
| 54                        | Yevgeniy Fedorov ‏         | لم يكمل السباق            |
| 55                        | Gianmarco Garofoli ‏       | لم يكمل السباق            |
| 56                        | أنطونيو نيبالي            | 63                        |
| 57                        | كريستيان سكاروني ‏         | 62                        |

| Human Powered Health HPM | Human Powered Health HPM | Human Powered Health HPM |
| ------------------------ | ------------------------ | ------------------------ |
| م                        | عداء                     | مرتبة                    |
| 61                       | سكوت ماكجيل ‏             | 7                        |
| 62                       | ستيفن باسيت              | 58                       |
| 63                       | Pier-André Côté ‏         | 13                       |
| 64                       | آدم دي فوس               | لم يكمل السباق           |
| 65                       | كولن جويس                | 57                       |
| 66                       | Gijs Van Hoecke ‏         | 34                       |
| 67                       | ساشا ويميس               | لم يكمل السباق           |

| Team Solution Tech–Vini Fantini ‏ COR | Team Solution Tech–Vini Fantini ‏ COR | Team Solution Tech–Vini Fantini ‏ COR |
| ------------------------------------ | ------------------------------------ | ------------------------------------ |
| م                                    | عداء                                 | مرتبة                                |
| 71                                   | أتيليو فيفياني ‏                      | لم يكمل السباق                       |
| 72                                   | Samuele Zambelli ‏                    | لم يكمل السباق                       |
| 73                                   | Veljko Stojnić ‏                      | لم يكمل السباق                       |
| 74                                   | Marco Murgano ‏                       | لم يكمل السباق                       |
| 75                                   | Alexander Konychev ‏                  | 46                                   |
| 76                                   | Lorenzo Quartucci ‏                   | 25                                   |
| 77                                   | Jan Stöckli ‏                         | 36                                   |

| تيم نوفو نورديسك ‏ TNN | تيم نوفو نورديسك ‏ TNN              | تيم نوفو نورديسك ‏ TNN |
| --------------------- | ---------------------------------- | --------------------- |
| م                     | عداء                               | مرتبة                 |
| 81                    | Matyáš Kopecký ‏                    | 38                    |
| 82                    | Andrea Peron (cyclist, born 1988) ‏ | 56                    |
| 83                    | ديفيد لوزانو                       | 37                    |
| 84                    | Filippo Ridolfo ‏                   | 24                    |
| 85                    | Péter Kusztor ‏                     | 55                    |
| 86                    | Hamish Beadle ‏                     | لم يكمل السباق        |
| 87                    | سام براند                          | 50                    |

| ميديلين ‏ MED | ميديلين ‏ MED        | ميديلين ‏ MED   |
| ------------ | ------------------- | -------------- |
| م            | عداء                | مرتبة          |
| 91           | أوسكار سبييا ريبيرا | 39             |
| 92           | Brayan Sánchez ‏     | 42             |
| 93           | روبيزون أويولا      | لم يكمل السباق |
| 94           | Diego Galeano‏       | لم يكمل السباق |
| 95           | فابيو دوارتي        | لم يكمل السباق |
| 96           | David Gonzalez‏      | 47             |
| 97           | والتر فارغاس        | 51             |

| Hagens Berman Jayco ‏ HBA | Hagens Berman Jayco ‏ HBA   | Hagens Berman Jayco ‏ HBA |
| ------------------------ | -------------------------- | ------------------------ |
| م                        | عداء                       | مرتبة                    |
| 101                      | Kasper Andersen (cyclist) ‏ | 21                       |
| 102                      | Nino de Jong‏               | 48                       |
| 103                      | Michael Garrison ‏          | 44                       |
| 104                      | Darren Rafferty ‏           | لم يكمل السباق           |
| 105                      | Cooper Johnson‏             | لم يكمل السباق           |
| 106                      | Maxence Place‏              | لم يكمل السباق           |
| 107                      | Artem Shmidt ‏              | لم يكمل السباق           |

| L39ION of Los Angeles ‏ LLA | L39ION of Los Angeles ‏ LLA | L39ION of Los Angeles ‏ LLA |
| -------------------------- | -------------------------- | -------------------------- |
| م                          | عداء                       | مرتبة                      |
| 111                        | كايل ميرفي                 | 60                         |
| 112                        | روبن كاربنتر               | 17                         |
| 113                        | تايلر وليامز               | 31                         |
| 114                        | إليك كوان                  | لم يكمل السباق             |
| 115                        | Cory Williams (cyclist) ‏   | لم يكمل السباق             |
| 116                        | Eder Frayre ‏               | 10                         |
| 117                        | Sam Boardman ‏              | 59                         |

| Project Echelon Racing ‏ PEC | Project Echelon Racing ‏ PEC | Project Echelon Racing ‏ PEC |
| --------------------------- | --------------------------- | --------------------------- |
| م                           | عداء                        | مرتبة                       |
| 121                         | Tyler Stites ‏               | 14                          |
| 122                         | Stephen Vogel‏               | لم يكمل السباق              |
| 123                         | Matthew Zimmer ‏             | لم يكمل السباق              |
| 124                         | Cade Bickmore ‏              | 32                          |
| 125                         | Richard Arnopol‏             | لم يكمل السباق              |
| 126                         | Colby Lange ‏                | لم يكمل السباق              |
| 127                         | Hugo Scala ‏                 | 27                          |

| Toronto Hustle ‏ TOR | Toronto Hustle ‏ TOR    | Toronto Hustle ‏ TOR |
| ------------------- | ---------------------- | ------------------- |
| م                   | عداء                   | مرتبة               |
| 131                 | Matteo Dal-Cin ‏        | لم يكمل السباق      |
| 132                 | Carson Miles ‏          | لم يكمل السباق      |
| 133                 | Ethan Sittlington‏      | 49                  |
| 134                 | Daniel Kalichman‏       | لم يكمل السباق      |
| 135                 | ميخائيل فولي           | لم يكمل السباق      |
| 136                 | Chris Ernst (cyclist) ‏ | لم يكمل السباق      |
| 137                 | Edward Walsh ‏          | لم يكمل السباق      |

| Team Skyline ‏ TSL | Team Skyline ‏ TSL | Team Skyline ‏ TSL |
| ----------------- | ----------------- | ----------------- |
| م                 | عداء              | مرتبة             |
| 141               | Julien Gagné‏      | 41                |
| 142               | David Gabrick‏     | لم يكمل السباق    |
| 143               | Cian Keogh‏        | لم يكمل السباق    |
| 144               | Emile Hamm‏        | لم يكمل السباق    |
| 145               | Nick Kleban‏       | لم يكمل السباق    |
| 146               | Chaz Turmon‏       | 64                |
| 147               | Lukas Conly ‏      | لم يكمل السباق    |

| فريق الولايات المتحدة لسباق الدراجات الهوائية للرجال ‏ USA | فريق الولايات المتحدة لسباق الدراجات الهوائية للرجال ‏ USA | فريق الولايات المتحدة لسباق الدراجات الهوائية للرجال ‏ USA |
| --------------------------------------------------------- | --------------------------------------------------------- | --------------------------------------------------------- |
| م                                                         | عداء                                                      | مرتبة                                                     |
| 151                                                       | Matteo Jorgenson ‏                                         | 54                                                        |
| 152                                                       | Tobias Klein‏                                              | 28                                                        |
| 153                                                       | Brooks Wienke‏                                             | لم يكمل السباق                                            |
| 154                                                       | Owen Cole ‏                                                | لم يكمل السباق                                            |
| 155                                                       | Colby Simmons ‏                                            | 30                                                        |
| 156                                                       | Caleb Classen‏                                             | لم يكمل السباق                                            |
| 157                                                       | Andrew Strohmeyer ‏                                        | لم يكمل السباق                                            |

| Israel-Premier Tech IPT | Israel-Premier Tech IPT | Israel-Premier Tech IPT |
| ----------------------- | ----------------------- | ----------------------- |
| م                       | عداء                    | مرتبة                   |
| 1                       | سيمون كلارك             | 18                      |
| 2                       | ويليام بويفن            | 22                      |
| 3                       | Riley Sheehan ‏          | 9                       |
| 4                       | Marco Frigo ‏            | 52                      |
| 5                       | ديريك جي                | 40                      |
| 6                       | هوغو هول                | 3                       |
| 7                       | قاي ساقيف               | 43                      |

| Lidl-Trek LTK | Lidl-Trek LTK            | Lidl-Trek LTK |
| ------------- | ------------------------ | ------------- |
| م             | عداء                     | مرتبة         |
| 11            | توم سكوجين               | 5             |
| 12            | توني قالوبا              | 16            |
| 13            | Emīls Liepiņš ‏ (طريق)    | 12            |
| 14            | Asbjørn Hellemose ‏       | 20            |
| 15            | Mattias Skjelmose (طريق) | 1             |
| 16            | فيليبو بارونسيني         | 23            |
| 17            | Mathias Vacek ‏ (طريق)    | 53            |

| EF Education-EasyPost EFE | EF Education-EasyPost EFE | EF Education-EasyPost EFE |
| ------------------------- | ------------------------- | ------------------------- |
| م                         | عداء                      | مرتبة                     |
| 21                        | نيلسون بوولس              | 2                         |
| 22                        | ميكيل فروليش أونوريه      | 6                         |
| 23                        | توماس سكالي               | لم يكمل السباق            |
| 24                        | أودد كريستيان إيكينغ      | لم يكمل السباق            |
| 25                        | مايكل فالغرين             | لم يكمل السباق            |
| 26                        | Marc Oliver Pritzen ‏      | لم يكمل السباق            |

| Team Jayco AlUla JAY | Team Jayco AlUla JAY | Team Jayco AlUla JAY |
| -------------------- | -------------------- | -------------------- |
| م                    | عداء                 | مرتبة                |
| 31                   | سيمون ييتس           | 11                   |
| 32                   | لوسون كرادوك         | 19                   |
| 33                   | كريس هاربر           | 15                   |
| 34                   | كريستوفر جول جينسين  | 29                   |
| 35                   | Adam Holm Jørgensen ‏ | لم يكمل السباق       |
| 36                   | أليكساندر بالمر      | 8                    |
| 37                   | لوكاس هاميلتون       | 4                    |

| Cofidis COF | Cofidis COF         | Cofidis COF    |
| ----------- | ------------------- | -------------- |
| م           | عداء                | مرتبة          |
| 41          | Axel Zingle ‏        | 66             |
| 42          | Alexis Renard ‏      | 45             |
| 43          | Alexandre Delettre ‏ | 26             |
| 44          | Eddy Finé ‏          | 33             |
| 45          | Victor Lafay ‏       | لم يكمل السباق |
| 46          | بيير لوك بيريشون    | لم يكمل السباق |
| 47          | Harrison Wood ‏      | 65             |

| Astana Qazaqstan Team AST | Astana Qazaqstan Team AST | Astana Qazaqstan Team AST |
| ------------------------- | ------------------------- | ------------------------- |
| م                         | عداء                      | مرتبة                     |
| 51                        | ليوناردو باسو             | 61                        |
| 52                        | مانويل بوارو              | لم يكمل السباق            |
| 53                        | Gleb Brussenskiy ‏         | 35                        |
| 54                        | Yevgeniy Fedorov ‏         | لم يكمل السباق            |
| 55                        | Gianmarco Garofoli ‏       | لم يكمل السباق            |
| 56                        | أنطونيو نيبالي            | 63                        |
| 57                        | كريستيان سكاروني ‏         | 62                        |

| Human Powered Health HPM | Human Powered Health HPM | Human Powered Health HPM |
| ------------------------ | ------------------------ | ------------------------ |
| م                        | عداء                     | مرتبة                    |
| 61                       | سكوت ماكجيل ‏             | 7                        |
| 62                       | ستيفن باسيت              | 58                       |
| 63                       | Pier-André Côté ‏         | 13                       |
| 64                       | آدم دي فوس               | لم يكمل السباق           |
| 65                       | كولن جويس                | 57                       |
| 66                       | Gijs Van Hoecke ‏         | 34                       |
| 67                       | ساشا ويميس               | لم يكمل السباق           |

| Team Solution Tech–Vini Fantini ‏ COR | Team Solution Tech–Vini Fantini ‏ COR | Team Solution Tech–Vini Fantini ‏ COR |
| ------------------------------------ | ------------------------------------ | ------------------------------------ |
| م                                    | عداء                                 | مرتبة                                |
| 71                                   | أتيليو فيفياني ‏                      | لم يكمل السباق                       |
| 72                                   | Samuele Zambelli ‏                    | لم يكمل السباق                       |
| 73                                   | Veljko Stojnić ‏                      | لم يكمل السباق                       |
| 74                                   | Marco Murgano ‏                       | لم يكمل السباق                       |
| 75                                   | Alexander Konychev ‏                  | 46                                   |
| 76                                   | Lorenzo Quartucci ‏                   | 25                                   |
| 77                                   | Jan Stöckli ‏                         | 36                                   |

| تيم نوفو نورديسك ‏ TNN | تيم نوفو نورديسك ‏ TNN              | تيم نوفو نورديسك ‏ TNN |
| --------------------- | ---------------------------------- | --------------------- |
| م                     | عداء                               | مرتبة                 |
| 81                    | Matyáš Kopecký ‏                    | 38                    |
| 82                    | Andrea Peron (cyclist, born 1988) ‏ | 56                    |
| 83                    | ديفيد لوزانو                       | 37                    |
| 84                    | Filippo Ridolfo ‏                   | 24                    |
| 85                    | Péter Kusztor ‏                     | 55                    |
| 86                    | Hamish Beadle ‏                     | لم يكمل السباق        |
| 87                    | سام براند                          | 50                    |

| ميديلين ‏ MED | ميديلين ‏ MED        | ميديلين ‏ MED   |
| ------------ | ------------------- | -------------- |
| م            | عداء                | مرتبة          |
| 91           | أوسكار سبييا ريبيرا | 39             |
| 92           | Brayan Sánchez ‏     | 42             |
| 93           | روبيزون أويولا      | لم يكمل السباق |
| 94           | Diego Galeano‏       | لم يكمل السباق |
| 95           | فابيو دوارتي        | لم يكمل السباق |
| 96           | David Gonzalez‏      | 47             |
| 97           | والتر فارغاس        | 51             |

| Hagens Berman Jayco ‏ HBA | Hagens Berman Jayco ‏ HBA   | Hagens Berman Jayco ‏ HBA |
| ------------------------ | -------------------------- | ------------------------ |
| م                        | عداء                       | مرتبة                    |
| 101                      | Kasper Andersen (cyclist) ‏ | 21                       |
| 102                      | Nino de Jong‏               | 48                       |
| 103                      | Michael Garrison ‏          | 44                       |
| 104                      | Darren Rafferty ‏           | لم يكمل السباق           |
| 105                      | Cooper Johnson‏             | لم يكمل السباق           |
| 106                      | Maxence Place‏              | لم يكمل السباق           |
| 107                      | Artem Shmidt ‏              | لم يكمل السباق           |

| L39ION of Los Angeles ‏ LLA | L39ION of Los Angeles ‏ LLA | L39ION of Los Angeles ‏ LLA |
| -------------------------- | -------------------------- | -------------------------- |
| م                          | عداء                       | مرتبة                      |
| 111                        | كايل ميرفي                 | 60                         |
| 112                        | روبن كاربنتر               | 17                         |
| 113                        | تايلر وليامز               | 31                         |
| 114                        | إليك كوان                  | لم يكمل السباق             |
| 115                        | Cory Williams (cyclist) ‏   | لم يكمل السباق             |
| 116                        | Eder Frayre ‏               | 10                         |
| 117                        | Sam Boardman ‏              | 59                         |

| Project Echelon Racing ‏ PEC | Project Echelon Racing ‏ PEC | Project Echelon Racing ‏ PEC |
| --------------------------- | --------------------------- | --------------------------- |
| م                           | عداء                        | مرتبة                       |
| 121                         | Tyler Stites ‏               | 14                          |
| 122                         | Stephen Vogel‏               | لم يكمل السباق              |
| 123                         | Matthew Zimmer ‏             | لم يكمل السباق              |
| 124                         | Cade Bickmore ‏              | 32                          |
| 125                         | Richard Arnopol‏             | لم يكمل السباق              |
| 126                         | Colby Lange ‏                | لم يكمل السباق              |
| 127                         | Hugo Scala ‏                 | 27                          |

| Toronto Hustle ‏ TOR | Toronto Hustle ‏ TOR    | Toronto Hustle ‏ TOR |
| ------------------- | ---------------------- | ------------------- |
| م                   | عداء                   | مرتبة               |
| 131                 | Matteo Dal-Cin ‏        | لم يكمل السباق      |
| 132                 | Carson Miles ‏          | لم يكمل السباق      |
| 133                 | Ethan Sittlington‏      | 49                  |
| 134                 | Daniel Kalichman‏       | لم يكمل السباق      |
| 135                 | ميخائيل فولي           | لم يكمل السباق      |
| 136                 | Chris Ernst (cyclist) ‏ | لم يكمل السباق      |
| 137                 | Edward Walsh ‏          | لم يكمل السباق      |

| Team Skyline ‏ TSL | Team Skyline ‏ TSL | Team Skyline ‏ TSL |
| ----------------- | ----------------- | ----------------- |
| م                 | عداء              | مرتبة             |
| 141               | Julien Gagné‏      | 41                |
| 142               | David Gabrick‏     | لم يكمل السباق    |
| 143               | Cian Keogh‏        | لم يكمل السباق    |
| 144               | Emile Hamm‏        | لم يكمل السباق    |
| 145               | Nick Kleban‏       | لم يكمل السباق    |
| 146               | Chaz Turmon‏       | 64                |
| 147               | Lukas Conly ‏      | لم يكمل السباق    |

| فريق الولايات المتحدة لسباق الدراجات الهوائية للرجال ‏ USA | فريق الولايات المتحدة لسباق الدراجات الهوائية للرجال ‏ USA | فريق الولايات المتحدة لسباق الدراجات الهوائية للرجال ‏ USA |
| --------------------------------------------------------- | --------------------------------------------------------- | --------------------------------------------------------- |
| م                                                         | عداء                                                      | مرتبة                                                     |
| 151                                                       | Matteo Jorgenson ‏                                         | 54                                                        |
| 152                                                       | Tobias Klein‏                                              | 28                                                        |
| 153                                                       | Brooks Wienke‏                                             | لم يكمل السباق                                            |
| 154                                                       | Owen Cole ‏                                                | لم يكمل السباق                                            |
| 155                                                       | Colby Simmons ‏                                            | 30                                                        |
| 156                                                       | Caleb Classen‏                                             | لم يكمل السباق                                            |
| 157                                                       | Andrew Strohmeyer ‏                                        | لم يكمل السباق                                            |

## التصنيف العام النهائي
| التصنيف العام         | التصنيف العام        | التصنيف العام          | التصنيف العام | التصنيف العام |
| العداء                | العداء               | الفريق                 | الوقت         |               |
| --------------------- | -------------------- | ---------------------- | ------------- | ------------- |
| 1                     | ماتياس سكجلموس جنسن  | Lidl-Trek              | 4 س 26 د 05 ث |               |
| 2                     | نيلسون بوولس         | EF Education-EasyPost  | + 2 د 20 ث    |               |
| 3                     | هوغو هول             | Israel-Premier Tech    | + 2 د 20 ث    |               |
| 4                     | لوكاس هاميلتون       | Team Jayco AlUla       | + 2 د 20 ث    |               |
| 5                     | توم سكوجين           | Lidl-Trek              | + 2 د 56 ث    |               |
| 6                     | ميكيل فروليش أونوريه | EF Education-EasyPost  | + 4 د 54 ث    |               |
| 7                     | سكوت ماكجيل ‏         | Human Powered Health   | + 4 د 56 ث    |               |
| 8                     | أليكساندر بالمر      | Team Jayco AlUla       | + 5 د 00 ث    |               |
| 9                     | Riley Sheehan ‏       | Israel-Premier Tech    | + 5 د 04 ث    |               |
| 10                    | Eder Frayre ‏         | L39ION of Los Angeles ‏ | + 5 د 04 ث    |               |
|                       |                      |                        |               |               |
| مصدر: ProCyclingStats |                      |                        |               |               |

## وصلات خارجية
- الموقع الرسمي
- لمحة عن سباق ميريلاند سايكلنج كلاسيك 2023 على موقع  ProCyclingStats   (برو  سايكلنج  ستاتس) - إحصاءات  محترفي  الدراجات.
- ميريلاند سايكلنج كلاسيك 2023 على موقع إحصائيات الدراجات الإحترافية (الإنجليزية)